# Полосатые колючники
Полосатые колючники (лат. Cymbilaimus) — род птиц из семейства типичных муравьеловковых (Thamnophilidae).
Птицы среднего размера, длиной от 17 до 18 см, с чёрно-белой полосой оперения у самцов и коричнево-белой — у самок. Обитают в нижних и средних слоях влажных лесов.
Распространены на юго-востоке Гондураса, в Центральной и Южной Америке, на юго-востоке Перу, на севере Боливии и юго-западе Бразилии. 

## Список видов
В состав рода включают два вида:
- Cymbilaimus lineatus — Полосатый колючник
- Cymbilaimus sanctaemariae